# George Eliot
Mary Anne Evans (sinh 22 tháng 11 năm 1819 - mất 22 tháng 12 năm 1890), được biết đến phổ biến với bút danh George Eliot, là một nhà văn tiểu thuyết người Anh. Bà là một trong những nhà văn tiên phong của thời đại Victoria. Những tiểu thuyết của bà, phản ánh đời sống trung lưu tại miền nông thôn nước Anh, nổi tiếng với những mô tả hiện thực đơn giản, tình cảm, tâm lý, sự hiểu biết.
George Eliot sử dụng bút danh nam cho các tác phẩm, như bà đã từng nói, để đảm bảo rằng tác phẩm của bà được chú trọng. Dù những nhà văn nữ có thể xuất bản thoải mái dưới tên của họ, như Eliot muốn đảm bảo rằng mình không bị coi là một nhà văn lãng mạn đơn thuần. Chính yếu tố bổ sung này có thể đã bảo vệ bà khỏi sự xoi mói vào đời sống riêng tư, và bảo vệ bà khỏi những scandal liên quan tới người chồng George Henry Lewes.

## Tác phẩm

### Tiểu thuyết
- Adam Bede, 1859
- The Mill on the Floss, 1860
- Silas Marner, 1861
- Romola, 1863
- Felix Holt, the Radical, 1866
- Middlemarch (Cuộc trung chuyển), 1871-72
- Daniel Deronda, 1876

### Các tác phẩm khác
- Bản dịch "The Life of Jesus Critically Examined" bởi David Strauss, 1846
- Bản dịch "The Essence of Christianity" bởi Ludwig Feuerbach, 1854
- Scenes Of Clerical Life, 1858
  - Amos Barton
  - Mr Gilfil's Love Story
  - Janet's Repentance
- The Lifted Veil, 1859
- Brother Jacob, 1864
- Impressions of Theophrastus Such, 1879

### Thơ
Những bài thơ của George Eliot bao gồm:
- The Spanish Gypsy (a dramatic poem) 1868
- Agatha, 1869
- Armgart, 1871
- Stradivarius, 1873
- The Legend of Jubal, 1874
- Arion, 1874
- A Minor Prophet, 1874
- A College Breakfast Party, 1879
- The Death of Moses, 1879
- From a London Drawing Room,